# Iulica Ruican
Iulica Ruican, född den 29 augusti 1971 i Cujmir i Rumänien, är en rumänsk roddare.
Han tog OS-guld i fyra med styrman i samband med de olympiska roddtävlingarna 1992 i Barcelona.